# Рудолф IV (Тюбинген-Бьоблинген)
Рудолф IV (I) фон Тюбинген-Бьоблинген (на немски: Rudolf IV (I) von Tübingen-Böblingen; † 1272 или 12 май 1277) е граф на Тюбинген-Бьоблинген.

## Произход
Той е най-големият син на граф Вилхелм фон Тюбинген, граф на Гисен († 1256), и съпругата му Вилибирг фон Вюртемберг († 1252), дъщеря на граф Лудвиг III фон Вюртемберг (или на граф Хартман I фон Вюртемберг † 1236). По-малкият му брат Улрих I († 1283) е граф на Тюбинген-Асперг.

## Фамилия
Рудолф IV (I) се жени за графиня Луитгард фон фон Калв, дъщеря на граф Готфрид III, лотарингски пфалцграф († 1262). Те имат три деца:
- Готфрид I († 30 януари/24 февруари 1316), граф на Тюбинген-Бьоблинген, женен на 19 юли 1282 г. за графиня Елизабет фон Фюрстенберг († сл. 1319)
- Хайнрих фон Тюбинген († сл. 1291)
- Анна фон Тюбинген, монахиня в Св. Клара във Фрайбург